# Harukoi Otome
Harukoi Otome: Otome no Sono de Gokigen'yō (春恋＊乙女 ～乙女の園でごきげんよう。～ lit. "Amor de Primavera: Doncellas del Jardín ~Saludos desde el Jardín de las Doncellas~") es una novela visual japonesa para adultos, desarrollada por BaseSon y lanzada el 27 de enero de 2006. Es jugable en Windows como un DVD.
El juego presenta diversos escenarios con trayectorias de interacción y se enfoca en el encanto de los seis personajes femeninos. Harukoi Otome es la cuarta entrega desarrollada por BaseSon.
En el año 2008, se estrenó una adaptación de anime para adultos titulada Harukoi Otome: Otome no Sono de Aimashō (春恋＊乙女 ～乙女の園で逢いましょう。～).

## Historia
Harukoi Otome se centra en el protagonista Akihito Hayasaka, un estudiante de segundo año de secundaria. La escuela a la que asiste, la Academia St. Francesca (聖フランチェスカ学園 Sento Furanchesuka Gakuen), solía ser exclusivamente para niñas hasta que se volvió mixta, manteniendo aún un alto porcentaje de alumnas. La hermana menor adoptiva de Akihito, Umi Hayasaka, y su amiga de la infancia, Yuika Serizawa, también son estudiantes en la misma institución. Akihito entabla amistad con varias chicas durante su estancia en la escuela.
Kazuto Hongō, protagonista del quinto título de BaseSon, Koihime Musō, también es estudiante en St. Francesca; además, este lugar sirve como escenario para el episodio OVA de Koihime Musō.

## Caracteres

### Personajes principales
Akihito Hayasaka (早坂 章仁 Hayasaka Akihito?)
Doblado por: Takahiro Mizushima (OVA)
Akihito, el protagonista, solía asistir a otra escuela llamada Academia Takamiya (鷹宮学園 Takamiya Gakuen?) el año pasado hasta que cerró debido a dificultades financieras. Él es uno de los pocos estudiantes varones en su clase. Su clase (2-5) también se llama "Soleil". En su infancia, a la edad de siete años, tuvo una hermana menor biológica que murió después de ser atropellada por un automóvil mientras jugaba en el parque; después de la muerte de su hermana, se recluyó de los demás hasta que un día sus padres adoptaron a Umi, quien se convirtió en su nueva hermana.
Umi Hayasaka (早坂 羽未 Hayasaka Umi?)
Doblado por: Yui Sakakibara (game/OVA)
Hermana menor adoptiva de Akihito y estudiante de primer año, se lleva muy bien con su hermano. Es una excelente estudiante y fue admitida en St. Francesca con una beca. Es bonita y un poco inocente, pero a pesar de esto, le encanta ver películas de terror. Su clase (1-3) también se llama "Lyon".
Kisaya Fuyurugi (不動 如耶 Fuyurugi Kisaya?)
Voiced by: Hitomi Nabatame (game/OVA)
Kisaya es una estudiante de tercer año. Es la presidenta del consejo estudiantil y capitana del club de kendo, y es hábil en varias otras actividades. Su padre es el presidente del Fuyurugi Zaibatsu (Conglomerado Fuyurugi). Su clase (3-1) también se llama "Rosa Eglanteria" o "Rosa Rubiginosa".
Yuika Serizawa (芹沢 結衣佳 Serizawa Yuika?)
Doblado por: Yūko Gotō (game), Hiroko Taguchi (OVA)
Yuika es la amiga de la infancia y compañera de clase de Akihito y Umi. Es una persona alegre, siempre sonriendo. Fue el primer amor de Akihito cuando ambos estaban en la secundaria. Se sienta detrás de él en su salón de clases y pertenece al club de cocina de la escuela.
Sōnya Kiryū (桐生 ソーニャ Kiryū Sōnya?)
Doblado por: Yura Hinata (game/OVA)
Sōnya es una de las compañeras de clase de Umi y su mejor amiga. Su madre es italiana y su padre japonés. Cuando era pequeña, su padre falleció en un accidente y su madre regresó a Italia, dejando a Sōnya sola en Japón. Sōnya fue adoptada por una mujer japonesa llamada Mai Kiryū. Sōnya es cristiana nhentai y una novicia monja.
Riru Orito (織戸 莉流 Orito Riru?)
Doblado por: Akane Tomonaga (game/OVA)
Riru es compañera de clase de Akihito. Tiene una gran fuerza de voluntad y a menudo discute con Akihito por pequeñas cosas. Se sienta junto a él en clase y pertenece al club de natación. También parece albergar sentimientos románticos por Reika Matsuraba, pero no son correspondidos. Termina dejando ir esos sentimientos después de pasar una noche con Akihito.
Ayaka Kusuhara (楠原 彩夏 Kusuhara Ayaka?)
Doblado por: Nami Kurokawa (game/OVA)
Ayaka es una estudiante de tercer año. Tiene problemas cardíacos y a veces necesita ir al hospital. Su clase (3-4) también se llama "Rosa Moscharta". A diferencia de la mayoría de los otros estudiantes, no vive en una residencia estudiantil, sino que reside sola en un apartamento fuera de la escuela. Pertenece al club de arte de la escuela.

### Personajes secundarios
Tasuku Oikawa (及川 佑 Oikawa Tasuku?)
Doblado por: Takamasa Ohashi (OVA)
Oikawa es un estudiante de segundo año y amigo de Akihito. Habla en dialecto de Kansai. Más tarde hace una aparición en Koihime Musou.
Natsuko Mikoshiba (御子柴 夏子 Mikoshiba Natsuko?) and Fuyuko Araki (新城 冬子 Araki Fuyuko?)
Dobladas por: Mia Naruse (juego) y Natsumi Yanase (juego)
Natsuko y Fuyuko son chicas de la clase de Akihito. Están interesadas en Akihito y Umi.
Reika Matsubara (松原 麗架 Matsubara Reika?)
Doblada por: Hyo-sei (juego/OVA)
Reika es amiga y compañera de clase de Ayaka. Es la capitana del club de natación, y Riru la admira.
Yūki Arise (有瀬 悠季 Arise Yūki?)
Doblada por: Mia Naruse (juego/OVA)
Yūki está en la clase de Akihito. También pertenece al club de natación y admira a Reika. Ella y Reika tienen una relación lésbica.
Satsuki Ōtori (鳳 皐月 Ōtori Satsuki?)
Doblada por: Kanoko Hatamiya (juego)
Satsuki, al igual que Reika, es compañera y amiga de Ayaka. Ella es la representante de su clase y vicepresidenta del club de arte.
Ririka Mamiya (真宮 璃々香 Mamiya Ririka?)
Doblada por: Kanoko Hatamiya (juego)
Ririka está en la clase de Umi. Tiene una relación lejana con Kisaya y la admira.
Chizuna Nagisawa (那岐沢 千砂 Nagisawa Chizuna?)
Doblada por: Nami Kurokawa (juego/OVA)
Chizuna es una camarera que trabaja en Dawn Hall (黎明館 Reimeikan?), la cafetería de la escuela. Umi y Sōnya también trabajan a tiempo parcial como camareras allí.
Chie Ōgami (大神 千絵 Ōgami Chie?)
Doblada por: Hitomi (actriz de voz) (juego)
Ōgami es la maestra jefa de Akihito; también está a cargo de las lecciones de literatura japonesa.
Mai Kiryū (桐生 舞衣 Kiryū Mai?)
Doblada por: Hitomi (actriz de voz) (juego)
Mai es una monja que trabaja en la capilla de la escuela. Es la madre adoptiva de Sōnya y la matrona del internado de chicas.
Tetsuya Ryūzenji (竜禅寺 徹哉 Ryūzenji Tetsuya?)
Ryūzenji es el médico de la Academia St. Francesca. Es bajo y tiene un aspecto juvenil.
Hirotsugu Ennokōji (越小路 博嗣 Ennokōji Hirotsugu?)
Hirotsugu es el prometido de Kisaya y un hijo de la distinguida familia Ennokōji. Tiene una actitud arrogante, siempre menospreciando a los demás, y no es estudiante de la Academia St. Francesca.

## Desarrollo y lanzamiento
Los personajes fueron creados por Hinata Katagiri y Kishinisen. El guion fue elaborado por Takuya Aoyama, K. Baggio, Shōta Onoue y Hozumi Nakamoto. La música fue compuesta por Loser Koshiwagi, Torapon y Bjoern. Hinata Katagiri, K. Baggio y Shōta Onoue también contribuyeron al desarrollo de Koihime Musō.
"Harukoi Otome" fue lanzado inicialmente como una edición limitada para Windows el 27 de enero de 2006, seguido por una edición regular el 14 de diciembre de 2007. Además, Magicseed y Masys llevaron a cabo la adaptación del juego para dispositivos móviles. 
MangaGamer tiene previsto lanzar una traducción al inglés del juego titulada "Harukoi Otome: Greetings from the Maidens' Garden" en 2013.

## CD de música y audio
El tema de apertura de Harukoi Otome es "Seishun Ōka" (青春＊桜歌, "Canción de los Cerezos en Flor de la Adolescencia") interpretado por Rita, mientras que el tema principal es "Harukoi" (春恋, "Romance de Primavera"). La banda sonora original del juego fue lanzada por BaseSon el 14 de diciembre de 2007, constando de 31 pistas. Esta banda sonora también se incluyó en la edición normal del juego, lanzada el mismo día.

## Animación de vídeo original (OVA)
Harukoi Otome fue adaptado a una serie de OVA hentai titulada "Harukoi Otome: Otome no Sono de Aimashō" (春恋＊乙女 ～乙女の園で逢いましょう。～). La producción estuvo a cargo del estudio de animación Media Bank y fue dirigida por Katsuma Kanazawa. El primer volumen se lanzó el 18 de abril de 2008, seguido por el segundo volumen el 18 de julio del mismo año. El primer volumen se centra en Kisaya y Yuika, mientras que el segundo aborda la historia de Riru y Umi.